# Xenopus clivii
Xenopus clivii es una especie de anfibio anuro de la familia Pipidae.

## Distribución geográfica
Esta especie es endémica de África centro-oriental. Se encuentra entre los 820 y 2745 m sobre el nivel del mar:
- en Eritrea;
- en Etiopía;
- en Sudán del Sur;
- en el noroeste de Kenia.[3]

## Etimología
Esta especie lleva el nombre en honor del teniente P. Clivio.

## Publicación original
- Peracca, 1898 : Descrizione di una nuova specie di amfibio del gen. Xenopus Wagl. dell'Eritrea. Bollettino dei Musei di Zoologia e Anatomia Comparata della R. Universita di Torino, vol. 13, n.º 321, p. 1-4[4]